# 沧江锦鸡儿
沧江锦鸡儿（学名：Caragana kozlowii）为豆科锦鸡儿属下的一个种。

## 扩展阅读
- 維基物種上的相關：沧江锦鸡儿